# NGC 7809
NGC 7809 is een onregelmatig sterrenstelsel in het sterrenbeeld Vissen. Het hemelobject werd op 9 september 1864 ontdekt door de Duitse astronoom Albert Marth.

## Synoniemen
- MCG 0-1-19
- ZWG 382.18
- 3ZW 126
- PGC 158